# Verlustausgleich
Als Verlustausgleich wird in der deutschen Einkommensteuer die Saldierung negativer Einkünfte (Verluste) aus einer oder mehreren Einkunftsquellen mit positiven Einkünften (Gewinne oder Überschüsse) aus anderen Einkunftsquellen gemäß § 2 Abs. 3 EStG bezeichnet. Dabei mindern negative Einkünfte die Bemessungsgrundlage. Es werden zunächst negative Einkünfte einer Einkunftsart mit positiven Einkünften derselben Einkunftsart ausgeglichen (horizontaler Verlustausgleich). Folgend werden positive und negative Einkünfte unterschiedlicher Einkunftsarten ausgeglichen (vertikaler Verlustausgleich).

## Horizontaler Verlustausgleich
Der horizontale Verlustausgleich ist die erste Stufe des Verlustausgleichs. Dabei werden negative Einkünfte mit positiven Einkünften einer Einkunftsart verrechnet. Eine solche Verlustverrechnung ist grundsätzlich immer möglich. Der horizontale Verlustausgleich ist jedoch unter anderem ausgeschlossen bzw. beschränkt bei:
- Verlusten aus Drittstaaten (§ 2a EStG)
- Verlusten aus gewerblicher Tierzucht (§ 15 Abs. 4 S. 1 und 2 EStG)
- Verlusten aus Termingeschäften (§ 15 Abs. 4 S. 3 bis 5 EStG)
- Verlusten aus stillen Gesellschaften (§ 15 Abs. 4 S. 6 bis 8 EStG)
- Verlusten bei beschränkter Haftung (§ 15a EStG)
- Verlusten im Zusammenhang mit Steuerstundungsmodellen (§ 15b EStG)
- Verlusten aus Veräußerung von Aktien (§ 20 Abs. 6 S. 4 EStG).

Verluste, die nicht verrechnet werden können, können meist vorgetragen, teilweise auch zurückgetragen und mit denselben Einkunftsquellen in anderen Jahren verrechnet werden.

## Vertikaler Verlustausgleich
Der vertikale Verlustausgleich ist die zweite Stufe des Verlustausgleichs. Er kommt nur zur Anwendung, sollten sich negative Einkünfte in einer Einkunftsart, nach dem horizontalen Verlustausgleich, ergeben. Dabei werden Verluste einer Einkunftsart mit den Einkünften anderer Einkunftsarten verrechnet. Der Verlustausgleich ist vollständig durchzuführen.
Der vertikale Verlustausgleich ist unter anderem ausgeschlossen bei:
- Verlusten aus Kapitalvermögen (§ 20 Abs. 6 S. 1 EStG)
- Verlusten aus privaten Veräußerungsgeschäften (§ 23 Abs. 3 S. 7 und 8 EStG)

Sollte ein Verlustausgleich nicht erlaubt sein, können Verluste meist vorgetragen, teilweise auch zurückgetragen und mit Einkünften derselben Einkunftsart in anderen Jahren verrechnet werden.

## Verlustausgleich im Konzern
Ein Verlustausgleich innerhalb eines Konzerns i. S. d. AktG ist durch Begründung einer körperschaftsteuerlichen Organschaft i. S. d. §§ 14 bis 17 KStG möglich. Dabei werden alle innerhalb des Organkreises entstehenden Gewinne und Verluste der Organgesellschaften dem Organträger zugerechnet und saldiert. Es besteht somit die Möglichkeit, Gewinne und Verluste sofort miteinander zu verrechnen.
Für das Bestehen einer solchen Organschaft sind mehrere Voraussetzungen zu erfüllen. Dazu zählen unter anderem das Vorhandensein eines Gewinnabführungsvertrages gemäß § 291 Abs. 1 AktG und die finanzielle Eingliederung der Organgesellschaften (siehe auch: Körperschaftsteuerliche und gewerbesteuerliche Organschaft).

## Verbleibender Verlust
Ergeben sich nach dem Verlustausgleich, also der Saldierung aller Einkunftsarten unter Beachtung von Beschränkungen oder Verboten, negative Einkünfte, welche nicht ausgeglichen wurden, können diese gemäß § 10d EStG mit positiven Einkünften aus den zwei vorangegangenen Jahren verrechnet oder als Verlustvortrag in die nächsten Jahre vorgetragen werden.
Vorrangig können Verluste bei Verlustrücktrag bis zu einer Höhe von 1.000.000 Euro (bei Ehegatten 2.000.000 Euro) mit Gewinnen der zwei vorangegangenen Veranlagungszeiträume verrechnet werden. Auf Antrag ist gem. § 10d Abs. 1 S. 6 EStG vom Verlustrücktrag abzusehen und ein Verlustvortrag zu bilden. Ein Verlustvortrag entsteht außerdem, wenn Verluste nicht vollständig zurückgetragen werden konnten.
Ein Verrechnung von Gewinnen mit dem Verlustvortrag ist bis zu einer Höhe von 1.000.000 Euro (bei Ehegatten 2.000.000 Euro) uneingeschränkt möglich. Darüber hinaus entstandene Gewinne können nur bis zu 70 % (bis 2023: 60 %) abgezogen werden.
Die Regelungen des § 10d EStG unterlagen seit 2020, vor allem aufgrund der Corona-Pandemie, diversen Änderungen und zeitweisen Anpassungen. So erhöhte sich beispielsweise der rücktragsfähige Verlust in den Veranlagungszeiträumen 2020 bis 2023 auf 10.000.000 Euro (bei Ehegatten 20.000.000 Euro).

## Rechtliche Fragen
Der Bundesfinanzhof hält das Verlustverrechnungsverbot von Verlusten aus der Veräußerung von Aktien mit anderen Einkünften aus Kapitalvermögen (§ 20 Abs. 6 S. 4 EStG) für potenziell verfassungswidrig und unvereinbar mit dem Art. 3 Abs. 1 GG (Aktenzeichen VIII R 11/18). Daher hat er die Rechtsfrage dem Bundesverfassungsgericht zur Entscheidung vorgelegt (Aktenzeichen: 2 BvL 3/21).
Der große Senat des Bundesfinanzhofs hat mit Beschluss vom 17. Dezember 2007 (Az.: GrS 2/04) entschieden, dass nicht durch einen Erblasser ausgenutzte Verlustvorträge nach § 10d EStG nicht vererblich sind und somit nicht beim Erben geltend gemacht werden können. Der BFH hat damit eine knapp 40 Jahre bestehende, höchstrichterliche Rechtsprechung geändert. Es sei weder zivilrechtlichen noch steuerrechtlichen Vorschriften zu entnehmen, dass ein solcher Anspruch vererbbar sei. Vielmehr seien negative Einkünfte und damit auch ein Verlustvortrag eine mit der Person des Einkünftebeziehers verbundene Besteuerungsgrundlage. Der Beschluss ist für alle Erbfälle nach dem 12. März 2008 (BMF-Schreiben v. 24. Juli 2008: nach dem 17. August 2008) anzuwenden.